# Komorniki (powiat wieluński)
Komorniki – wieś w Polsce położona w województwie łódzkim, w powiecie wieluńskim, w gminie Mokrsko.
Położona w odległości ok. 10 km na południowy zachód od Wielunia.
W latach 1954–1961 wieś należała i była siedzibą władz gromady Komorniki, po jej zniesieniu w gromadzie Ożarów. W latach 1975–1998 miejscowość należała administracyjnie do województwa sieradzkiego.

## Części wsi
| SIMC    | Nazwa     | Rodzaj    |
| ------- | --------- | --------- |
| 0707573 | Granice   | część wsi |
| 0707580 | Pasternik | część wsi |
| 0707596 | Sadzawki  | część wsi |

## Historia
Miejscowość historycznie należy do ziemi wieluńskiej i pierwotnie związana była z Wielkopolską. Ma metrykę średniowieczną i istnieje co najmniej od XV wieku. Wymieniona w dokumencie zapisanym po łacinie w 1409 pod obecną nazwą „Komorniki" .
Od początku swego istnienia była to wieś służebna, należąca początkowo do kasztelanii rudzkiej, a później wieluńskiej. Pierwsze wiadomości pisane o Komornikach pochodzą z roku 1386, kiedy burmistrz i radni miasta Wielunia sprzedali sołectwo w Turowie Świątkowi z Komornik.
Wieś została odnotowana w historycznych dokumentach prawnych i podatkowych. W 1409 była wsią służebną kasztelanii wieluńskiej. W tym roku król polski Władysław Jagiełło zastawił wieś Wróblew u Tomka Komornickiego za 100 grzywien. W latach 1411–14 ten wykupił także częściami sołectwo we Wróblewie. W 1418 król zatwierdził go wraz z bratem Stanisławem, archidiakonem wieluńskim i kanonikiem włocławskim, w posiadaniu tegoż sołectwa. W 1419 Tomko Komornicki odnotowany został w dokumencie procesowym jako świadek. W 1440 Ścibor z Komornik sprzedał sołectwo we Wróblewie za 30 grzywien. W 1441 król polski Władysław III Warneńczyk zapisał mu 200 grzywien na Wróblewie. W 1459 Stananisław Kaszala z Komornik pożyczył od zięcia Mikołaja również z tej wsi 32 grzywny pod zastaw jednego łana w Naramicach oraz 2 łanów w Komornikach. W 1464 Katarzyna z Chotowa sprzedała 2 łany opustoszałe w Komornikach za 20 grzywien .
Wieś wymienia Liber beneficiorum archidiecezji gnieźnieńskiej spisany przez Jana Łaskiego w XVI wieku. W 1511 mieszkańcy płacili arcybiskupowi dziesięcinę z 2,5 łana, po wiardunku oraz mierze żyta i owsa z kolejnego 1,5 łana. W 1518 wieś liczyła 2 łany. W 1552 mieszkało w niej 6 kmieci. Odnotowano wówczas 3 i 1/8 łana sołtysiego oraz dwa stare młyny oraz inne nowe jeszcze nie oddane do użytku. W 1552 na 7 częściach wsi siedziało 10 właścicieli. W 1553 część J. Wolickiego liczyła 2 łany. W 1520 pleban miał we wsi 2 łany. Do kościoła należało także 2,5 łana opuszczonego .
Bardzo ważną rolę w życiu Komornik odgrywał folwark i dwór. Jak wynika z danych zawartych w Słowniku Geograficznym Królestwa Polskiego z 1887 r. gospodarstwo folwarczne z realnościami: Stanisławów, Zmyślona i Kobierzec, było starannie prowadzone. Właścicielami Komornik wówczas była rodzina Bąkowskich, do czasu kiedy po rewolucji w 1905 r. ostatni dziedzic majątku zaangażowany w działalność konspiracyjną, obawiając się prześladowań w czasie reakcji Stołypina, popełnił samobójstwo. Po jego śmierci żona, nie mogąc dać sobie rady z majątkiem i nie uzyskawszy zgody władz na parcelację, sprzedała go Żydom i wyprowadziła się do Skomlina. Żydzi rozparcelowali majątek, natomiast zabudowania podworskie wraz z parkiem wykupiły władze carskie i ulokowano tam siedzibę kordonu granicznego (popularnie zwanym stójką kozacką).
Według informacji zawartych w "Monografii gminy Mokrsko" (str. 194) Bąkowscy ostatecznie pozbyli się majątku Komorniki w 1895 roku, kiedy majątek ten przeszedł w posiadanie właścicieli pochodzenia żydowskiego.
W 1910 roku w Komornikach zawiązała się Ochotnicza Straż Pożarna, która w 2010 roku obchodziła hucznie swoje 100-lecie.
Po odzyskaniu niepodległości w 1918 r. zabudowania i park, które w czasie wojny zostały bardzo zdewastowane, zostały jako mienie opuszczone przejęte przez skarb państwa, a następnie wykupione przez Kuratorium powiatu wieluńskiego. Kuratorium zorganizowało w obiekcie sierociniec, którego prowadzenie powierzono siostrom urszulankom. W czasie II wojny światowej Niemcy po usunięciu sióstr i ich wychowanków zorganizowali w obiekcie dom wypoczynkowy dla rodzin oficerskich. Po wyzwoleniu, przez krótki okres mieścił się Uniwersytet Powszechny, następnie utworzono tu Państwowy Dom Dziecka. Dla życia Komornik i ościennych osad ogromną rolę odegrało przeprowadzenie w 1916 r. kolejki wąskotorowej łączącej Wieluń z Praszką. Nie mniej ważnym wydarzeniem było wybudowanie szkoły podstawowej w okresie dwudziestolecia międzywojennego. Jej znaczenie jako tzw. szkoły granicznej było dla ówczesnych władz RP bardzo ważne. Stanęła ona w miejscu, do którego teoretycznie wszystkim uczęszczającym do niej dzieciom było najbliżej.

## Nieznane karty historii
1 września 1939 roku w Komornikach na drodze Pasternik – Lipie został zabity niemiecki żołnierz. Według relacji nieżyjącego już świadka, 1 września w godzinach porannych od strony Lipia do Pasternika przyjechało dwóch niemieckich żołnierzy na motocyklu. Zatrzymali się przed sklepem Koźlaka i próbowali z mieszkańcami rozmawiać po niemiecku. Po kilkunastu minutach zawrócili w kierunku Lipia. Kiedy minęli zabudowania, od strony sierocińca padły strzały, oddane prawdopodobnie przez żołnierzy Wojska Polskiego. Żołnierz siedzący z tyłu – trafiony, spadł z motocykla – zginął na miejscu. Było to w połowie drogi między Pasternikiem a lasem w kierunku Lipia. Żołnierz został pochowany na miejscu swej śmierci, a niedługo potem ekshumowany. Został pochowany na cmentarzu w Komornikach, gdzie do 1980 roku jego grób honorowany był jako grób nieznanego żołnierza.

## Osoby
- Ksiądz Robert Fiszkal

27 czerwca 1908 roku w Komornikach urodził się ks. Robert Fiszkal – członek Synodu Kościoła Ewangelicko-Augsburskiego, radca konsystorza, budowniczy wielu kościołów ewangelickich. Po zdaniu matury w Wieluniu, ukończył studia teologiczne na Wydziale Teologii Chrześcijańskiej Uniwersytetu Warszawskiego. W 1933 roku został ordynowany w Łodzi przez biskupa Juliusza Burschego. Był proboszczem parafii ewangelickich m.in. w Rybniku, Chorzowie i w latach 1956–1980 w Wiśle. Angażował się w pracę Towarzystwa Polaków Ewangelików. Ważna dla niego była nie tylko przyszłość Kościoła Ewangelicko-Augsburskiego, ale również sprawa wolnej i niepodległej Polski. Zmarł w 1980 roku w Wiśle i pochowany został na cmentarzu w Cieszynie.
- Ksiądz Bolesław Wysocki

Ksiądz Bolesław Wysocki urodzony 20 października 1909 roku w Komornikach, należał do Zgromadzenia Misjonarzy Świętej Rodziny. Pierwsze śluby zakonne złożył 15 sierpnia 1928 roku w Górce Klasztornej, święcenia kapłańskie otrzymał w Kruszewie 23 kwietnia 1933 roku z rąk ks. bpa Walentego Dymka. Od 1934 roku pełnił funkcje redaktora miesięcznika "Posłaniec Świętej Rodziny". Został zamordowany 12 listopada 1939 roku w Górce Klasztornej, podczas masowej egzekucji dokonanej na duchownych przez paramilitarne oddziały niemieckie. Zostało wówczas zamordowanych 22 księży, 24 braci zakonnych oraz 2 siostry zakonne. Ksiądz Wysocki został zastrzelony podczas próby ucieczki, którą podjął w czasie ładowania duchownych na transport do miejsca kaźni w Paterku. Pismo "Posłaniec Świętej Rodziny" obecnie jest wydawane jako kwartalnik w nakładzie ok. 5000 egzemplarzy.
- Tadeusz Szmigiel

25 grudnia 2012 roku zmarł Tadeusz Szmigiel, urodzony w Komornikach w roku 1936. Był znanym społecznikiem, a w szczególności wspierał działania tutejszej Ochotniczej Straży Pożarnej. Nie sięgał po stanowiska ale we współpracy z ochotnikami z Komornik zorganizował 100-lecie OSP Komorniki. Był głównym pomysłodawcą zakupu nowego samochodu gaśniczego OSP. Dzięki jego inicjatywie w ramach OSP powstała Żeńska Grupa OSP.

## Zabytki
Kościół pw. św. Mikołaja, wpisany do rejestru zabytków 30 grudnia 1967 roku. Parafia istniała już na początku XV wieku. Zachowany do dziś obecny murowany kościół ma cechy późnorenesansowe. Wzniesiony był na przełomie lat 20. i 30. XVII wieku., a jako datę jego budowy przyjmuje się rok 1631. Fundatorami byli Andrzej i Ewa Woliccy – ówcześni właściciele Komornik. Komornicki kościół jest orientowany, jednonawowy i jednowieżowy, wzniesiony na rzucie prostokąta zamkniętego od wschodu wielobocznie, od zachodu ograniczonego kwadratową wieżą. W przeszłości dach kościoła kryty był gontem, który po 1835 roku wymieniono na dachówkę. Również obecnie na kościele znajduje się ceramiczne pokrycie. Od północy przy prezbiterium jest zakrystia, a przy nawie kruchta.
Po ponad 250 latach funkcjonowania kościoła poddano go gruntownej restauracji, jaka miała miejsce w 1872 roku. Jeszcze przez następne dziesięciolecia ceglany kościół nie miał tynków zewnętrznych. Nałożono je w 1933 roku, wówczas także zadbano o wnętrze. Artysta malarz Karol Dąbrowski w 1935 roku ozdobił świątynię polichromią. W czasie okupacji kościół uległ dewastacji wskutek przeznaczenia go na magazyn. Po wojnie w latach 1952–1953, świątynię odnowiono, a cztery lata później jej wnętrze otrzymało nową polichromię, wykonaną pod kierunkiem artysty malarza Karola Dąbrowskiego. Wewnętrzne ściany kościoła zdobią parzyście usytuowane pilastry, dźwigające belkowanie. Tęcza ma kształt półkolisty, na belce tęczowej umieszczono rzeźby Grupy Ukrzyżowania. Architekturę wnętrza dopełniają sklepienia kolebkowe z lunetami. W nawie i prezbiterium sklepienia pokryte są dekoracją stiukową w typie kalisko-lubelskim, o osnowie kratowo-kasetonowej. Na pilastrach sztukateria zakończona jest motywami tarcz herbowych, a na wspornikach główkami w chustach. Ołtarze, główny i boczne oraz ambona są barokowe, pochodzą z XVII wieku., w prawym bocznym znajduje się obraz Matki Boskiej z Dzieciątkiem z I poł. XVII wieku, a w lewym obraz św. Mikołaja biskupa z XVIII w. Prospekt organowy pochodzi z II poł. XVIII wieku. Pod kościołem znajdują się krypty grobowe. W kruchcie pod wieżą, jest tablica epitafijna z czarnego marmuru, poświęcona ks. Nowakowi, który poniósł śmierć w Dachau.

## Państwowy Dom Dziecka
Uruchomiony został 1 września 1949 roku w budynku dworu w Komornikach, w którym przed wojną funkcjonował sierociniec. W budynku dworu uruchomiono w 1945 roku Uniwersytet Ludowy, którego kierownikiem i organizatorem był Wacław Jędrzejewski. W 1948 roku Uniwersytet zlikwidowano, jego wyposażenie przewieziono do budynku dworu w Mokrsku, gdzie miała powstać szkoła rolnicza. Po zlikwidowaniu Uniwersytetu władze kuratoryjne postanowiły zorganizować w Komornikach Dom Dziecka, którego kierownikiem został Kazimierz Dominas. Obecnie kierownikiem jest Katarzyna Olejnik.